# Tess Gallagher
Tess Gallagher (Port Angeles, 21 luglio 1943) è una poetessa e scrittrice statunitense.

## Biografia
Ha studiato scrittura creativa all'Università di Washington sotto la guida di Theodore Roethke e successivamente di Nelson Bentley. Tra i riconoscimenti da lei conseguiti si ricordano una borsa di studio concessa dalla Solomon R. Guggenheim Foundation, due premi National Endowment for the Arts, il premio della Fondazione Maxine Cushing Gray e il Premio Elliston per "il miglior libro di poesia pubblicato da una piccola casa editrice", ottenuto nel 1976 grazie alla raccolta Instructions to the Double.
Nel 1984 ha pubblicato la raccolta Willingly (Volentieri) che contiene poesie dedicate al suo terzo marito, lo scrittore Raymond Carver, e a lui ispirate. Carver l'aveva in precedenza incoraggiata a scrivere alcuni brevi racconti, alcuni dei quali furono raccolti nel volume The Lover of Horses (L'amante dei cavalli) pubblicato nel 1987.
Il libro successivo, Moon Crossing Bridge (Il ponte che attraversa la luna), è una raccolta di poesie scritte dopo la morte di Carver e pubblicata nel 1992. La raccolta Dear Ghosts (Cari fantasmi), è stata scritta e pubblicata nel 2006.
Nel 2014 Einaudi pubblica una raccolta di poesie e racconti dal titolo Viole nere.
Nel 2023 riceve il Premio internazionale Fondazione Roma – Ritratti di Poesia.

## Opere
- (EN)  Willingly, Port Townsend, Wash, Graywolf Press, 1984
- (EN)  The Lover of Horses and Other Stories, New York, Harper & Row, 1986
- (EN)  A concert of Tenses: Essays on Poetry, Ann Arbor, University of Michigan Press 1986
- (EN)  Moon Crossing Bridge, St. Paul, Graywoolf Press 1987
- (EN)  Amplitude: New and Selected Poems, St. Paul, Graywolf Press, 1987
- (EN)  Under Stars, Port Townsend, Whash, Grayfold Press 1978
- (EN)  My Black Horse: New and Selected Poems, Newcastle upon Tyne, England, Bloodaxe Books, 1995
- (EN)  Portable Kisses, Seattle, Sea Oen Press, 1978
- (EN)  At the Owl Woman Saloon, New York, Scribner, 1997 (trad. it. Al saloon della donna gufo, Roma, Edizioni Empiria, 2008)
- (EN)  Instructions to the Double, Port Townsend, Whash, Graywolf Press, 1997
- (EN)  Soul Barnacles: Ten More Years whith Ray, edited by Greg Simon. Ann Arbor, University of Michigan Oress, 2000 (trad. it. Io & Carver. Letteratura di una relazione. Roma, minimum fax, 1999)
- (EN)  Dear Ghost, St. Paul, Graywolf Press, 2006

### Con Raymond Carver
- (EN)  Dostoevsky: A Screenplay. Santa Barbara, Capra Press 1985 (trad. it. Dostoevskij. Una sceneggiatura, Roma, minimum fax 1998)
- Cattedrali/Cathedrals, a cura di Gianluca Bassi e Barbara Pezzopane. Roma, Leconte 2002
- Tell It All, a cura di William I. Stull e Maureen P.Carroll, Roma, Leconte, 2005